# Margalida Tous Binimelis
Margalida Tous Binimelis (Palma de Mallorca, 1984), é uma poeta balear.
É licenciada em Filologia Catalã pela Universidade das Ilhas Baleares. Tem publicado artigos de literatura a revistas como Lluc e Cala Murta e alguns poemas à revista S'Esclop. Tem participado no congresso Joan Alcover, Miquel Costa e Llobera e as linguagens estéticas de seu tempo, bem como às Jornadas de estudo sobre Baltasar Porcel. Em 2009 participou no certame poético Solstici d'estiu 2009 da Fundação ACA, em representação de Maiorca.